# Metzeresche
Metzeresche é uma comuna francesa na região administrativa de Grande Leste, no departamento de Mosela. Estende-se por uma área de 9,56 km². Em 2010 a comuna tinha 987 habitantes (densidade: 103,2 hab./km²).